# Erythronium helenae
Erythronium helenae ist eine Pflanzenart aus der Gattung der Zahnlilien (Erythronium).

## Merkmale
Die Zwiebeln sind 30 bis 55 Millimeter groß und eiförmig. Sie bilden manchmal festsitzende Tochterzwiebeln. Die Blätter sind 7 bis 20 Zentimeter lang. Die Blattspreite ist breit lanzettlich bis eiförmig und mit unregelmäßigen braunen und weißen Streifen gefleckt. Der Blattrand ist mehr oder weniger stark gewellt. Der Schaft ist 12 bis 30 Zentimeter lang. Der Blütenstand ist ein- bis dreiblütig.
Die Blüten duften. Die Blütenblätter sind 25 bis 40 Millimeter lang und lanzettlich bis eiförmig. Sie sind mehr oder weniger weiß gefärbt und an ihrer Basis leuchtend gelb. Mit der Zeit verfärben sie sich blassrosa. Die inneren Blütenblätter sind an der Basis geöhrt. Die Staubblätter sind 8 bis 13 Millimeter lang. Die Staubfäden sind weniger als 0,8 Millimeter breit, linealisch sowie mehr oder weniger schlank und gelb. Die Staubbeutel sind gelb. Die Griffel sind 5 bis 8 Millimeter lang, mehr oder weniger weiß und oftmals zu einer Seite hin geneigt, was eine Zygomorphie der Blüte bedingt. Die Narbe ist ungelappt oder besitzt Lappen, die kürzer als 1 Millimeter sind. Die Kapseln sind 2 bis 4 Zentimeter lang und verkehrt-eiförmig.
Die Blütezeit liegt im Frühling, von März bis April.
Die Chromosomenzahl beträgt 2n = 24.

## Vorkommen
Erythronium helenae kommt in Kalifornien in der Umgebung des Mount Saint Helena vor. Die Art wächst in trockenen Wäldern und Gebüschen auf Serpentin in Höhenlagen von 500 bis 1200 Meter.

## Belege
- Erythronium helenae in der Flora of North America (Zugriff am 31. Oktober 2010)